# Alfred and Plantagenet
Alfred and Plantagenet to gmina (ang. township) w Kanadzie, w prowincji Ontario, w hrabstwie Prescott i Russel.
Powierzchnia Alfred and Plantagenet to 391,7 km².
Według danych spisu powszechnego z roku 2001 Alfred and Plantagenet liczy 8593 mieszkańców (21,94 os./km²).

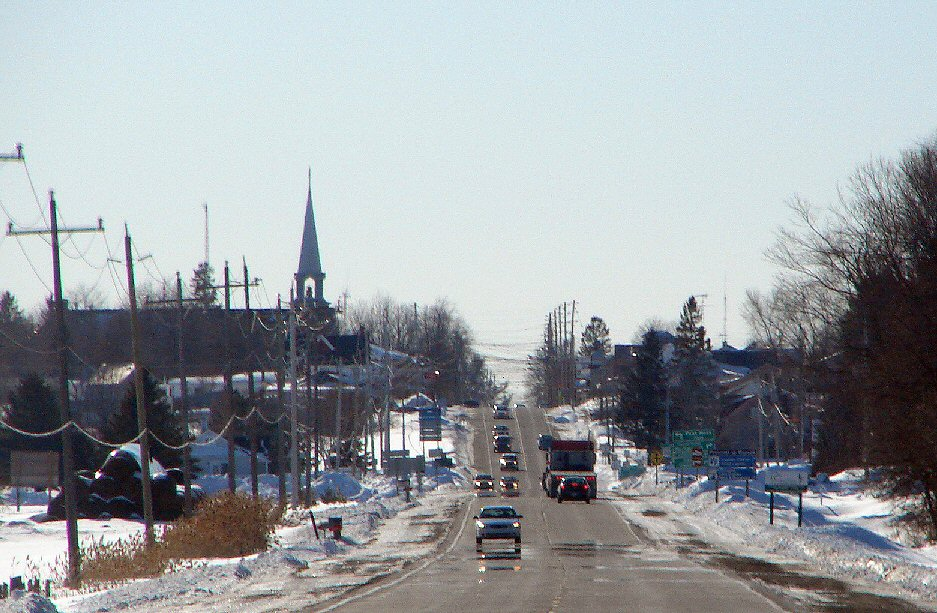
Alfred
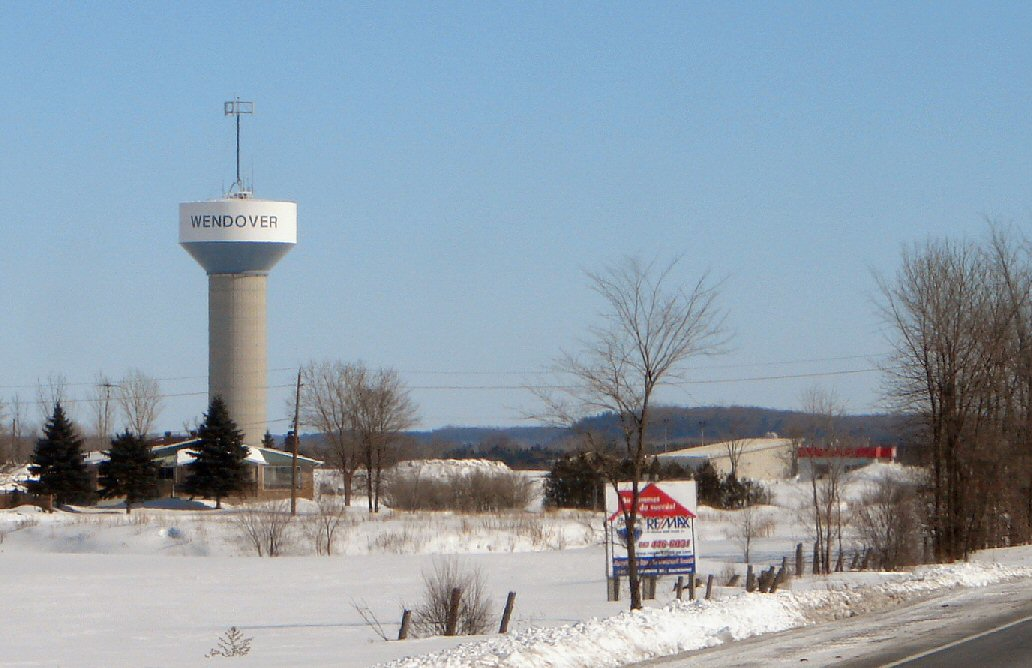
Wendover